# Jim Riggleman
James David Riggleman (né le 9 novembre 1952 à Fort Dix, New Jersey, États-Unis) est un manager des Ligues majeures de baseball.

## Carrière
Jim Riggleman a dirigé les Padres de San Diego du 23 septembre 1992, date à laquelle il a succédé à Greg Riddoch, jusqu'à la fin de la saison 1994. Sous sa gouverne, les Padres ont remporté 112 matchs et en ont perdu 179.
En 1995, Riggleman succède à Tom Trebelhorn comme gérant des Cubs de Chicago, qu'il dirigera pendant cinq saisons. En 1998, avec une saison de 90 victoires, les Cubs décrochent la place de meilleur deuxième dans la Ligue nationale et participent aux éliminatoires pour la première fois depuis 1989. Cependant, l'équipe affiche un piètre dossier de 67-95 en 1999 et Riggleman est remplacé. Il aura dirigé les Cubs pour 794 parties, avec un pourcentage de victoires de ,472 (374 gains et 419 défaites).
Instructeur adjoint à John McLaren chez les Mariners de Seattle en 2008, Riggleman lui succède comme manager le 19 juin. Seattle remporte 36 matchs sur 90 avec Riggleman en poste et terminent derniers dans la division Ouest.
Le 13 juin 2009, Jim Riggleman remplace Manny Acta à la barre des Nationals de Washington. Il avait une fiche de 540-671 pour un pourcentage de victoires de ,446 comme manager dans les majeures au moment d'entrer en fonction chez les Nationals. Washington remporte 33 parties sur 75 sous Riggleman en 2009. La saison suivante, l'équipe fait du progrès avec 10 gains de plus que l'année précédente, mais termine une nouvelle fois en dernière place de la division Est avec un dossier de 69-93.
Le 23 juin 2011, Riggleman surprend en annonçant qu'il quitte son poste avec les Nationals de Washington après une dispute avec son patron, Mike Rizzo, au sujet de son contrat avec l'équipe. Au moment de son départ, les Nationals viennent de remporter 11 de leurs 12 dernières parties et affichent un dossier victoires-défaites de 38-37. Son adjoint John McLaren est nommé comme remplaçant par intérim en attendant qu'un nouveau manager soit engagé.
En 2012, il est gérant des Blue Wahoos de Pensacola, un club de ligue mineure affilié aux Reds de Cincinnati. En 2013 et 2014, il dirige le club affilié des Reds au niveau le plus élevé, les Bats de Louisville. Il est instructeur de troisième but des Reds de Cincinnati en 2015 puis l'instructeur de banc aux côtés de Bryan Price en 2016.